# Mestre Ataíde

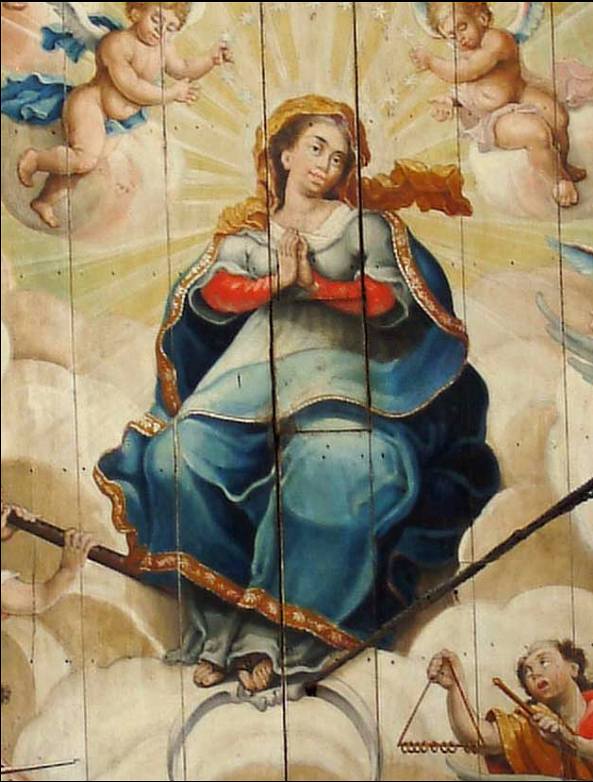
Detall de lAssumpció de la Mare de Déu, el seu panell més conegut, a l'Església de Sâo Francisco d'Ouro Preto

Manuel da Costa Ataíde, més conegut com a Mestre Ataíde (Mariana, batejat el 18 d'octubre de 1762 – Mariana, 2 de febrer de 1830) fou un professor, pintor i decorador brasiler.
Poc se sap sobre la seua biografia i formació artística, ni totes les seues creacions estan documentades, però va deixar una obra considerable, repartida per diferents ciutats mineres. Visqué la transició del Barroc al Rococó, que a Brasil va ocórrer amb retard en relació amb Europa, d'on venien els models formals. Ell, però, va saber innovar. Una de les seues característiques era l'ús de colors vius en inusitades combinacions, que s'ha associat a la natura exuberant del país. Els àngels, les madones i els sants que va pintar presenten de vegades traços mestissos. És per això que moltes vegades se l'ha considerat un precursor de l'art genuïnament brasiler. Va ser contemporani i company de treball d'Antônio Francisco Lisboa, Aleijadinho.
Va exercir una gran influència sobre la pintura de la zona minera en molts alumnes i seguidors, els quals, fins a mitjan segle xix, van continuar-ne l'estil i el seu mètode de composició, particularment en treballs de perspectiva al sostre d'esglésies. Hui el mestre Ataíde és considerat un dels majors en la història de la pintura brasilera i el major representant de la pintura del Brasil colonial. Sovint el llegat que deixà en la pintura és equiparat al d'Aleijadinho en l'escultura. La seua obra més famosa és l'Assumpció de la Verge, també anomenada Coronació de la marededeu de Porciúncula, un panell de grans dimensions que cobreix la nau de l'església de Sâo Francisco de Assis d'Ouro Preto.

## Biografia
Manuel da Costa Ataíde era fill del capità portugués Luís da Costa Ataíde, oriünd de Santa Cruz de Alvadia, i de Maria Barbosa de Abreu, segurament també portuguesa. Nasqué a la freguesia de Mariana i fou batejat el 18 d'octubre del 1762, a la catedral. La seua família posseïa una plantació de dacsa, cria de porcs, alguns esclaus i dues cases a Mariana. Tingué quatre germans: Domingos, tinent i també pintor, Sebastião, Antônio, i Izabel Gualdina.
Gairebé no se'n sap res, dels seus primers anys, i la resta de la seua biografia documentada ens en dona poca informació. A més d'artista va ser militar: sergent i alferes de dues companyies diferents.(2) Sobre el seu aprenentatge artístic les llacunes són àmplies. Carlos del Negro i Ivo Porto de Menezes suposen que degué ser alumne de João Batista de Figueiredo, i potser també d'altres mestres establerts a la regió de Minas, com ara João Nepomuceno Correia i Castro i Antônio Martins da Silveira. La seua formació degué seguir el costum de l'època, aprenent en un taller dirigit per un mestre. Va aprendre distintes especialitats; es va fer, a més de pintor de panells, pintor d'imatges i talla, dibuixant i il·lustrador, i fou també professor de molts alumnes.(2) També tenia coneixements d'arquitectura i cartografia.
Les primeres obres documentades daten del 1781: dues estàtues de Crist al Santuari del Bom Jesus de Matosinhos, a Congonhas. Fins al final del segle xviii sobretot feia daurats de talla en fusta en algunes ciutats de la regió. El 1797 és sergent de la Companyia d'Ordenança del districte d'Arraial do Bacalhau de Mariana, i al 1799 és alferes de la Companyia del districte de Mombaça de Mariana.

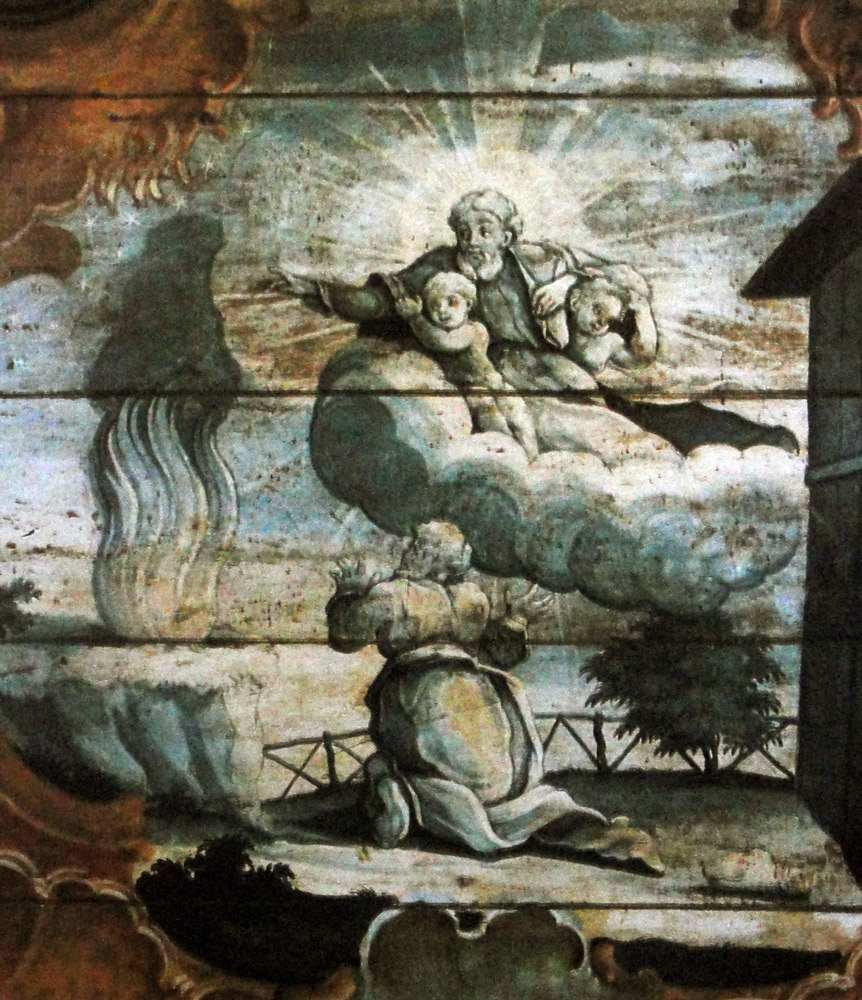
Déu promet a Abraham multiplicar la seua descendència, panell lateral de la capella major de Sâo Francisco d'Ouro Preto, a l'estil de taulellet

Quan mor son pare, al 1802, renuncia a l'herència en favor dels germans. De llavors ençà la seua carrera guanya impuls, però mai arriba a fer fortuna. En el cens de 1804 declara que vivia del seu ofici de pintor i posseïa quatre esclaus: Ana, probablement criada, i Pedro, Manoel i Ambrósio, assistents de treball.(2) Quan va ser fet alferes el 1799 un document registra que no en rebia cap sou, però gaudia de "totes les honres, gràcies i privilegis" que li pertocaven pel seu lloc.
El 18 de maig de 1818 dirigeix a Joan VI una petició per crear a Mariana "una aula de dibuix i arquitectura civil i militar i de la pintura […] desitjant-la molt i no tenint més possibilitats per a saciar els seus desigs de ser útil al públic, i a la seva nació i a tot el món, en la instrucció, avanç i millora d'aquestes arts", ja que "ningú millor que Sa Majestat Reial sap com n'és d'útil l'art del dibuix i l'arquitectura civil i militar i de la pintura: i que hi haja en aquest nou món, sobretot en aquesta Capitania de Minas, entre el jovent, gent hàbil que desitja l'estudi i praxi del dibuix, […] bandejant així la ignorància i el vici, i promovent les arts i ciències, i la instrucció popular". El demanat no va rebre cap resposta coneguda, però el 29 d'abril d'aquell any va obtenir de la Cambra de Mariana un títol de professor, "tenint donades prou proves que no sols és capaç de posar en praxi el dibuix de les cartes geogràfiques, d'animals, plantes, aus i altres productes de la natura, sinó d'explicar i instruir els qui se'n vulguen aprofitar", la qual cosa, segons Sousa Júnior, apunta cap la formació d'un taller, però no d'una escola formalitzada.
La seua professió l'obligava a constants desplaçaments per atendre diverses localitats mineres, i va poder deixar-hi molta obra. La darrera creació documentada és L'Últim sopar, de 1828. Va morir i va ser sepultat al 1830 a l'església de la Irmandade de Sâo Francisco da Penitència, a Mariana.(5)

### Vida privada

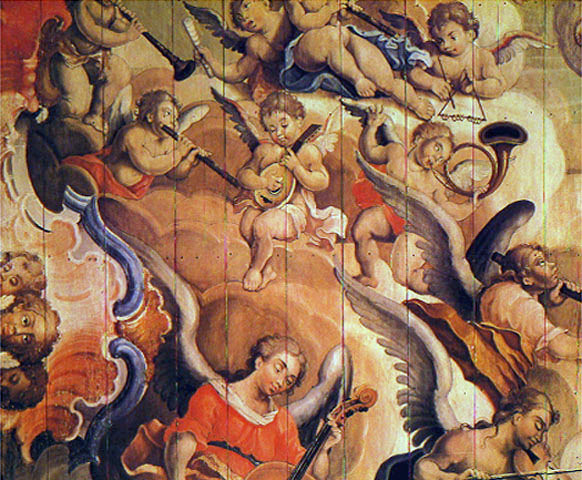
Àngels músics, detall de lAssumpció de Nostra Senyora, església de Sâo Francisco, Ouro Preto

Se sap poc de la seua vida privada. Possiblement des del 1808 comença una relació duradora amb la mulata en manumissió Maria do Carmo Raimunda da Silva, nascuda el 1788, però van viure en règim de concubinat. Van tenir sis fills: Francisco de Assis Pacífico da Conceição (batejat el 1809), Maria do Carmo Neri da Natividade (1812), Sebastião (bat. 1814, mort immediatament després del naixement), Francisca Rosa de Jesus (bat. 1815), Justino (bat. 1818, també mort nadó), i Ana Umbelina do Espírito Santo (bat. 1821).(2)
Es preocupa pel benestar de la seua família, i és generós amb els esclaus i aprenents.
La seua carrera militar sembla haver estat més honorària que efectiva; va ser descrit com un "home tranquil, fi, ric de dots i prestigi", que Fritz Teixeira de Salles denominà "diplomàtic amé". El seu gust per la música sembla evident, a partir de la possessió de diversos instruments i de la freqüent representació de figures de músics en les seues pintures, de vegades pintant orquestres senceres amb una correcta descripció dels instruments.

## Obra

### Context sociocultural

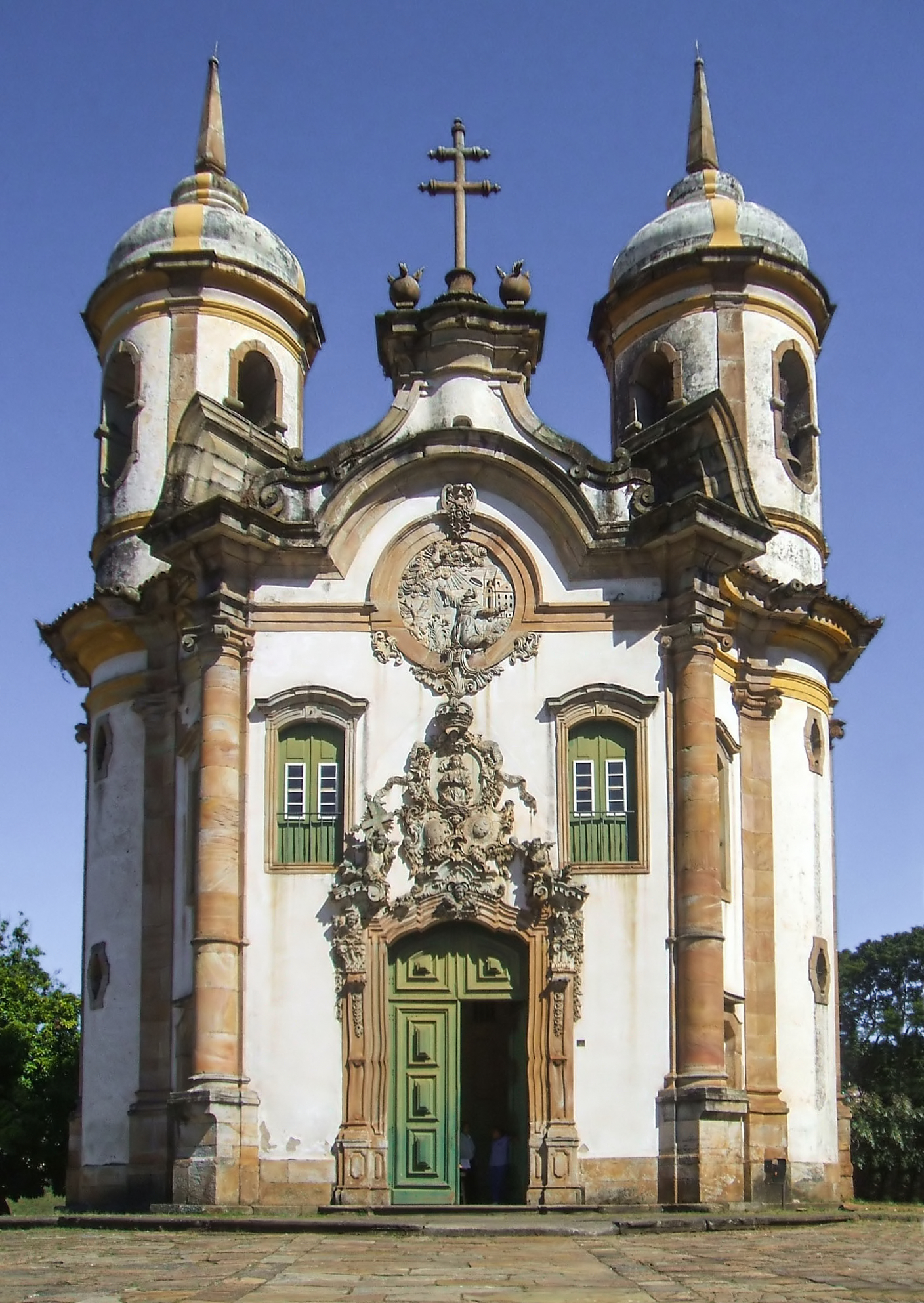
Església de Sâo Francisco de Assis d'Ouro Preto, on Ataíde deixà una de les seues obres més famoses, la il·lustrada al principi d'aquest article

Manel da Costa Ataíde pertany a la tercera generació de pintors miners, quan el cicle econòmic de l'or i diamants arribava a la fi. Aquell cicle, que al segle xviii enriquí la capitania de Minas Gerais, feu de la regió un actiu centre cultural. Va atreure una elit il·lustrada amant de les arts, que s'entreté amb òperes i saraus literaris, i patrocinava gran nombre d'artistes en pintura, escultura, talla daurada, música i arquitectura: una significativa part d'aquesta producció ha estat declarada Patrimoni de la Humanitat.
L'Església catòlica fou una gran mecenes de l'art del Brasil colonial, promovent la construcció de gran quantitat d'esglésies i monestirs decorats en tot el territori del país. A més a més, pràcticament monopolitzava l'ensenyament i l'assistència social.
A Minas Gerais la Corona havia prohibit la instal·lació d'ordes religiosos. Així, la fe del poble troba expressió en confraries laiques, o ordes tercers. En la narrativa de Luciano Fernandes, les festes religioses mineres "implicaven tota la societat, mitjançant les confraries i ordes tercers, en una festa alhora mística i secular. Seguides per religiosos laics i fidels de diferents classes socials, les processons, […] més que un acte festiu, eren un acte teatral en què les confraries buscaven, sobretot, lluir més importància o prestigi". Aquestes confraries també proveïen assistència social als seus membres i famílies, i tenien gran influència política; per a elles Ataíde va produir les seues obres.(16)

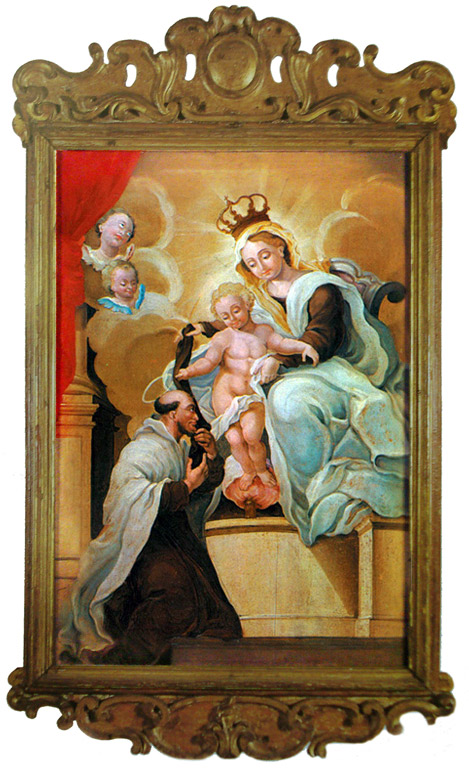
La Marededeu del Carme, el Nen Jesús i sant Simó Stock, Museu da Inconfidência. Els colors d'aquesta imatge es retocaren per compensar l'oxidació del vernís. L'original és d'un groc gairebé uniforme

Per a Fernandes, "la Contrareforma no va ser la causa determinant del Barroc, però sí un element fonamental que n'estructurà la ideologia". La nota dominant fou l'èmfasi en el proselitisme i la reafirmació dels símbols catòlics. Els protestants repudiaven el luxe dels temples i l'ús de les imatges del culte catòlic, i negaven la santedat de la Mare de Déu i dels sants. La Contrareforma reforçà el concepte d'Immaculada Concepció i va reiterar el valor dels seus sants i màrtirs incentivant-ne la representació iconogràfica.
El que interessa en Ataíde és que el seu art és fill d'aquest programa estètic i ideològic. Ell va dir, en una declaració del 1827 a la Taula de l'Orde Tercer del Carmo d'Ouro Preto, que les pintures del sostre servien per a "cridar l'atenció i la contemplació dels fidels als principals misteris de la nostra religió". Totes les pràctiques de l'Església eren vivament fomentades per les instàncies oficials civils. Diu Elisson Morato que "l'èxit de l'estètica barroca a la regió ibèrica, així com a les seues colònies, no es deu només a la mentalitat religiosa. Portugal i l'estat espanyol eren governats per monarquies absolutes, que no tardaren a demostrar interés pel Barroc: una art marcat pel luxe que exaltava, al màxim, la sobirania i l'omnipotència de Déu. […] Com els discursos de l'Església i de l'estat s'imbricaven, l'art barroc fou immediatament adoptat pels estats absolutistes".(10) L'art havia d'ensenyar la religió a qui no sabia llegir; alhora, era escenari d'una fantàstica opulència material. Les esglésies mineres són repletes de decoració cara, sumptuosa i sofisticada, producte d'artífexs moltes voltes anònims però altament qualificats.
Excepte un Retrat de Sa Majestat Imperial, de 1824, tota la pintura coneguda d'Ataíde és sacra.(22)

### Estil i temes

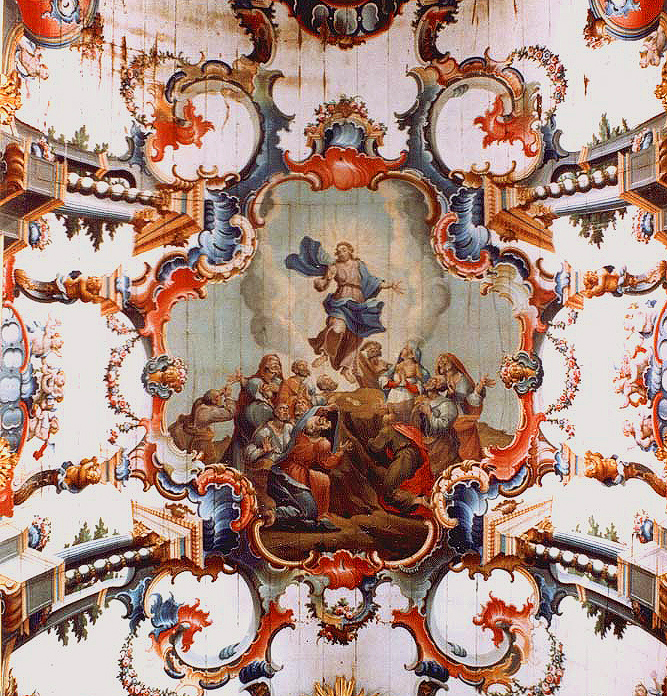
Ascensió de Crist, església Parroquial de Santo Antônio a Santa Bárbara

L'estil d'Ataíde està perfectament alineat amb les grans tendències d'Europa, d'on venien les referències de l'art colonial brasiler. Ataíde encaixa en la definició més usual del Barroc.
Ataíde és més recordat per la pintura de sostres d'algunes esglésies i capelles de la regió minera; i per a ambientar-los, va crear complexes arquitectures il·lusionistes i motllures decoratives plenes de guirlandes, rocalles i cors d'àngels, amb la gràcia flamboyant típica del Rococó. Però també va deixar obres de cavallet i panells menors, més intimistes, de vegades més propers a la gravetat del Barroc, i no menys valuosos que els seus grans sostres.
Diu Adalgisa Camps que els aspectes formals de les obres d'Ataíde revelen "la inspiració de l'artista en el seu medi —destacant una coloració tropical vibrant i figures humanes mestisses – expressant amb la forma rococó una espiritualitat barroca".(25) En paraules de Lélia Coelho Frota, "com la de tot artista de bona envergadura, l'obra d'Ataíde, en última anàlisi, no es deixa penjar en rètols d'escola o de períodes. Els transcendeix, és contemporània de si mateixa".(3)
Una altra peculiaritat n'és el retard cronològic amb què l'art brasiler crioll rebia les últimes novetats estètiques europees. Quan Ataíde comença la part més important de la seua carrera, a l'inici del segle xix, tant Barroc com Rococó ja eren obsolets a Europa, on llavors regnaven el Neoclassicisme i el Romanticisme. No obstant això, el pintor brasiler romandrà fidel a aquells cànons depassats. Els primers neoclàssics arriben a Rio de Janeiro i Nord-est. A Minas Gerais el canvi esdevé després de la mort d'Ataíde. Ell conclou tota una era en la pintura brasilera, i és el darrer gran representant d'un brillant cicle cultural que perdurà més de dos-cents anys.

### Tradició i originalitat
Per a la concepció de les seues composicions, també va adoptar la praxi del seu temps i lloc. En la impossibilitat de tenir contacte directe amb les grans obres i professors de la pintura europea, Ataíde rep inspiració principalment mitjançant reproduccions en gravat, molt utilitzades per tots els artistes colonials, un procediment també adoptat per les acadèmies d'Europa des del Renaixement i que era universalment acceptat. Això reafirmava l'actualitat i importància d'una tradició cultural que remuntava a l'antiga Grècia. Procedent de diferents indrets i d'èpoques distintes, aquest cos de gravats tenia un perfil estilístic molt eclèctic, que explica la varietat de solucions trobades en la pintura colonial. Diversos estudis ja van documentar l'apropiació d'Ataíde d'alguns models adaptant-los a la necessitats i possibilitats de cada lloc i a l'estil de la seua època. Com a exemple, sis panells de la capella major de l'església de Sâo Francisco de Assis, d'Ouro Preto, executats entre 1803 i 1804, deriven directament de gravats publicades entre 1728 i 1730 a París per Michel Demarne, en un compendi de tres volums titulat Histoire sacreé de la providence et de la conduite de Dieu sur les hommes, més conegut com la Bíblia de Demarne. La investigadora Hannah Levy va fer una descripció del procediment:

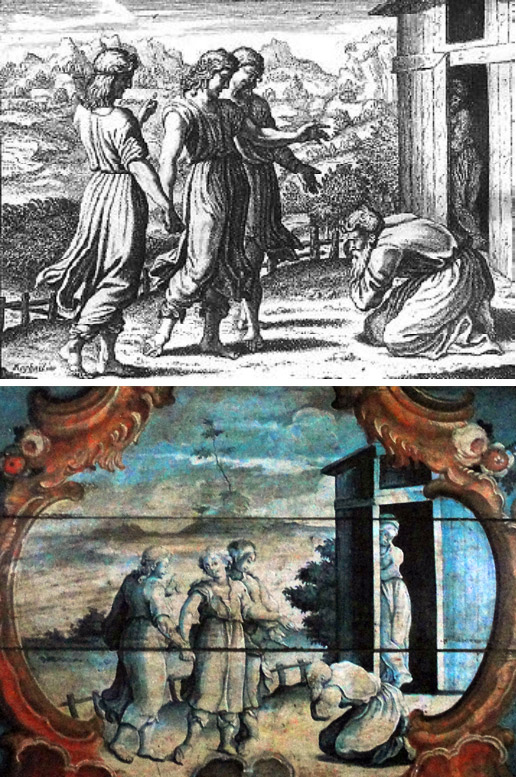
La visita dels àngels a Abraham. Dalt el gravat de Demarne; baix, la interpretació d'Ataíde en un panell lateral de la capella major de l'església de Sâo Francisco, Ouro Preto

"Noteu que Manuel da Costa Ataíde, en totes aquestes pintures, observa fidelment el model dels gravats en la composició general, la distribució de llums i ombres, la posició de les figures i la roba. Observeu també que el pintor miner, en totes aquestes obres, simplifica els plans de fons (paisatge o arquitectura) en comparança amb els dels gravats, i que, quasi sempre, n'aprofita els grups principals del tema representat, i elimina figures o escenes no directament unides a l'afer principal. Al nostre parer, aquesta reducció és motivada per les dimensions de l'espai de què disposava […] No tracta de transformar la composició de Demarne. Al contrari: en conserva curosament tots els detalls i deixa de banda els grups que no li interessen. (...) No per açò les seues pintures deixen d'aparéixer com a composicions artísticament completes. […] L'artista miner consagra un afecte especial a tots els detalls pintorescs o anecdòtics trobats en els models susceptibles de donar a les escenes un caràcter més íntim i directament familiar (...) i d'altres que no se'n troben en Demarne, com, per exemple, l'orinal sota el llit d'Abraham".(31)
En aquesta colònia, on no hi havia un ensenyament artístic institucionalitzat ni classe d'anatomia per a artistes, els models visuals disponibles eren aquestes reproduccions de gran circulació.(24) A més d'aquests gravats, circulaven a Minas —i en la resta de Brasil— tractats teòrics que aprofundiren els coneixements tècnics dels artistes locals. Segons Claudina Moresi, els pintors de Minas Gerais accediren als estudis de simetria, perspectiva i pintura del poeta i pintor lusità Filipe Nunes i als tractats Ciències de les ombres relatives al dibuix, Secrets necessaris per a l'art de la pintura, Art de la pintura, Secrets necessaris per als oficis, arts i manufactures, i per a altres objectes sobre economia domèstica, en què hi havia importants referències als tints, vernissos, tèmpera i daurats; Ataíde tenia un d'aquests tractats, com consta en el seu inventari. També estava familiaritzat amb un altre tractat, que era canònic, Perspectiva Pictorum et Architectorum, d'Andrea Pozzo, el millor sistematitzador de la pintura d'arquitectura il·lusionista, tècnica popularíssima en la pintura colonial brasilera.

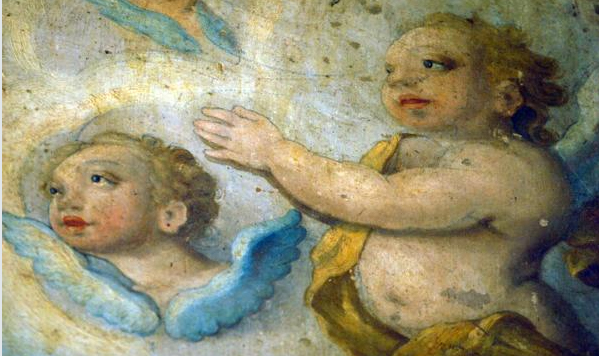
Àngels, catedral de Mariana

Ataíde té una rica paleta de colors lluminosos en originals combinacions, un dibuix precís però sensible i fluent, cossos humans de formes plenes i sinuoses, gairebé lànguides, traços humanitzats i familiars de sants, així com una senzillesa i intimitat del to que imprimeix a les seues obres. Marly Spitali analitza l'ús dels colors d'Ataíde com "un simfonista del color, no sols per l'expressió i sumptuositat sinó també per l'extraordinària habilitat instrumental que harmonitza les més variades tonalitats i dissonàncies cromàtiques".(8) Fa un ús freqüent i innovador dels tons blaus, fins llavors rars en la pintura brasilera.(7) Amb Bernardo Pires da Silva, Antônio Martins da Silveira i João Batista de Figueiredo, forma l'"Escola de Mariana".(5)

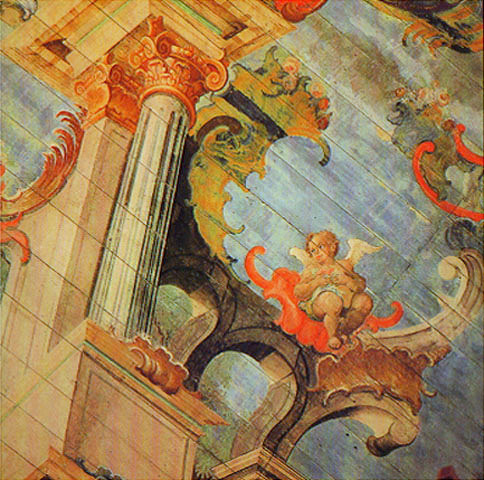
Detall de la pintura arquitectònica al sostre de Sâo Francisco d'Ouro Preto

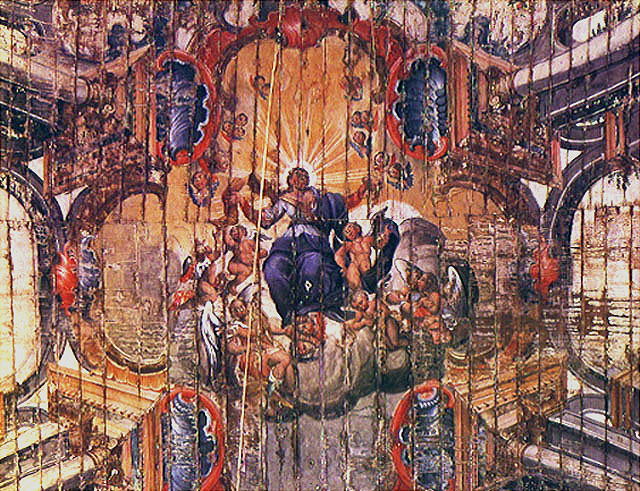
Assumpció de la marededeu, Rosário dos Pretos a Mariana

### Principals obres

#### Sostres

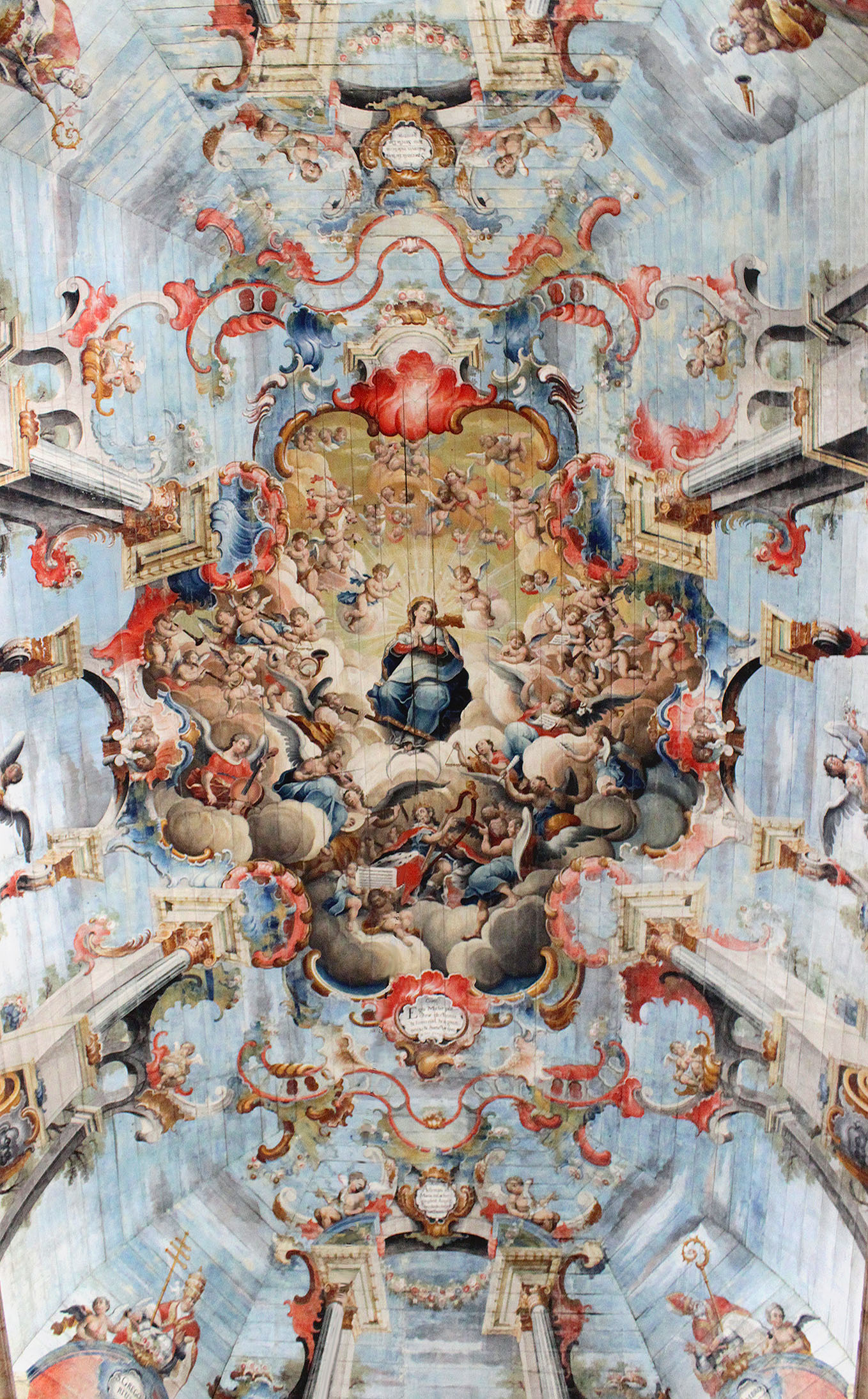
Assumpció de Nostra Senyora, la seua obra més famosa, a l'església de Sâo Francisco de Assis, Ouro Preto

Possiblement la seua primera obra en el gènere il·lusionista, el sostre de l'església de Santo Antônio a Santa Bárbara ja estableix el seu model formal general, al qual roman fidel, amb poques variacions essencials.(8)

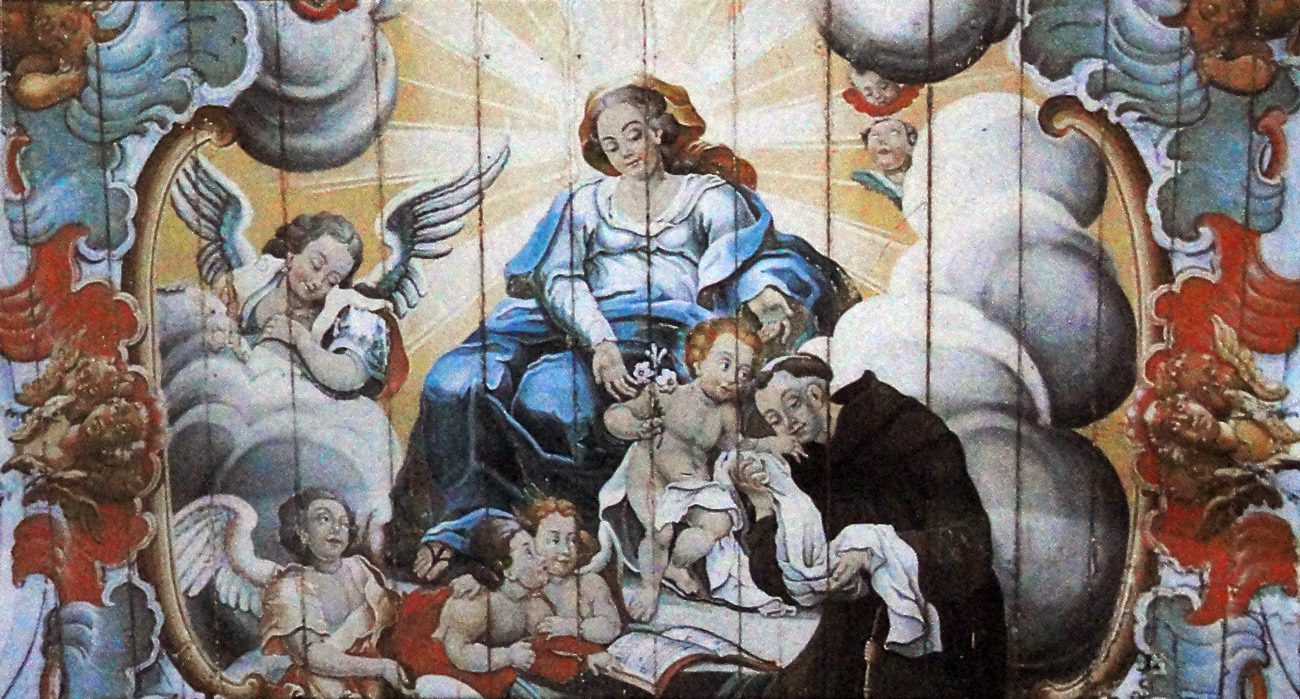
Detall de La Mare de Déu lliura el Nen Jesús a sant Antoni de Pàdua, església de Santo Antônio d'Ouro Preto

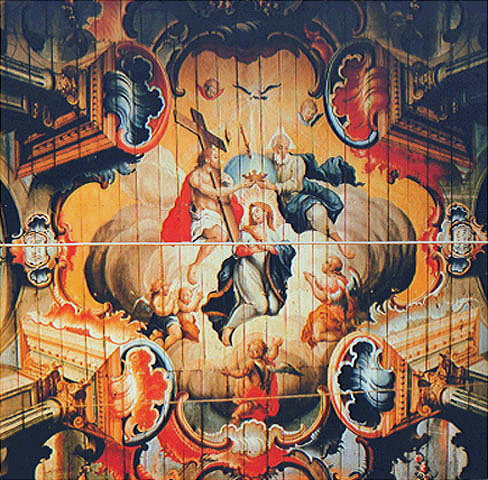
Detall de la Coronació de la Mare de Déu a l'església de Santo Antônio d'Itaverava

L'arquitectura il·lusionista del sostre de l'església de Santo Antônio d'Ouro Branco és única en l'obra del mestre. Hi predominen les línies rectes i l'organització de l'espai no és tradicional. També és original la paleta de colors.(8)

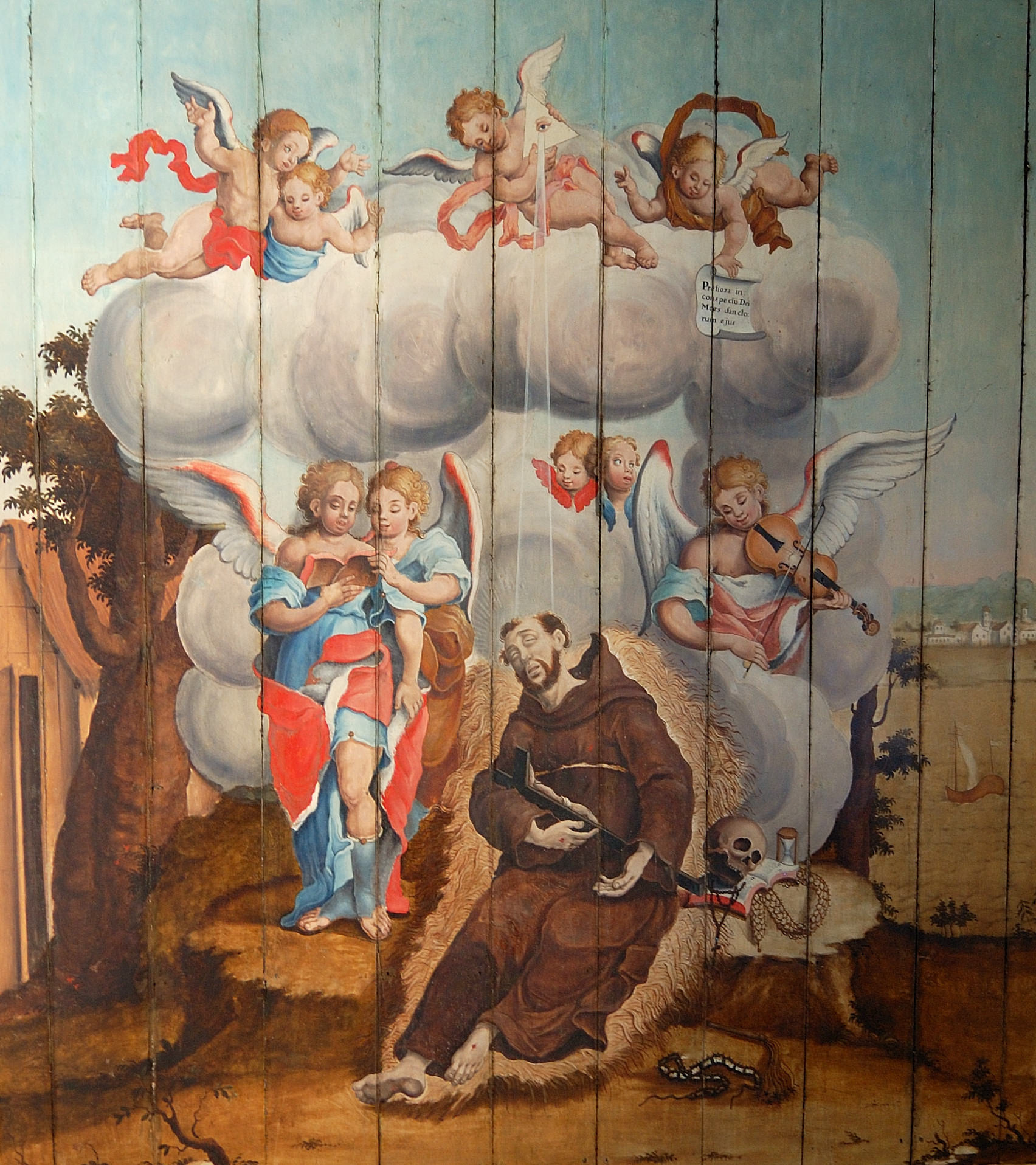
Sant Francesc en agonia, església de Sâo Francisco de Mariana

Dos panells divideixen l'espai del folre de la sagristia de l'església de Sâo Francisco de Assis de Mariana, ambdós tracten de l'Agonia de sant Francesc. No hi ha cap documentació que n'ateste l'autoria, i li ha estat atribuïda per diversos especialistes per comparança estilística i fou considerada inequívoca per Pedro Queiroz Leite. En ambdós hi ha el mateix model, mostrant el sant envoltat d'àngels i dels símbols de la passió. Ací hi ha una altra categoria de composició, sense arquitectura il·lusionista, sinó grans escenes obertes amb fons paisatgístics, on es transmet la seua habilitat en l'ús dels colors i distribució de pesos.
Trindade. […] La composició es recolza en l'eix diagonal, tan car al Barroco, ondulando-l'i ocultant-ho sota els retallis irregulars de la cova en rocaille, continuada pel tronc i rams desiguais d'un gran arbre".
La seua darrera creació en aquest gènere, datada del 1823, és a l'església de Nossa Senhora do Rosário dos Pretos de Mariana. Va sobreviure el contracte signat entre la confraria i l'artista.(25) La falsa arquitectura reprodueix la de la capella major de Santo Antônio d'Itaverava amb més simplicitat. Cap de les figures està escorçada, però Ataíde hi aconsegueix una impressió de perspectiva profunda per l'ús del contrast de colors i llums. L'obra no va resultar del grat de la confraria, que va decidir pagar-li només part del valor acordat. Sembla que hi hagué una disputa personal encara obscura, i l'artista va recórrer a la justícia, però sense èxit. Més tard un altre artista repintà barroerament tota la composició.(25)

#### Pintura de cavallet i obres menors

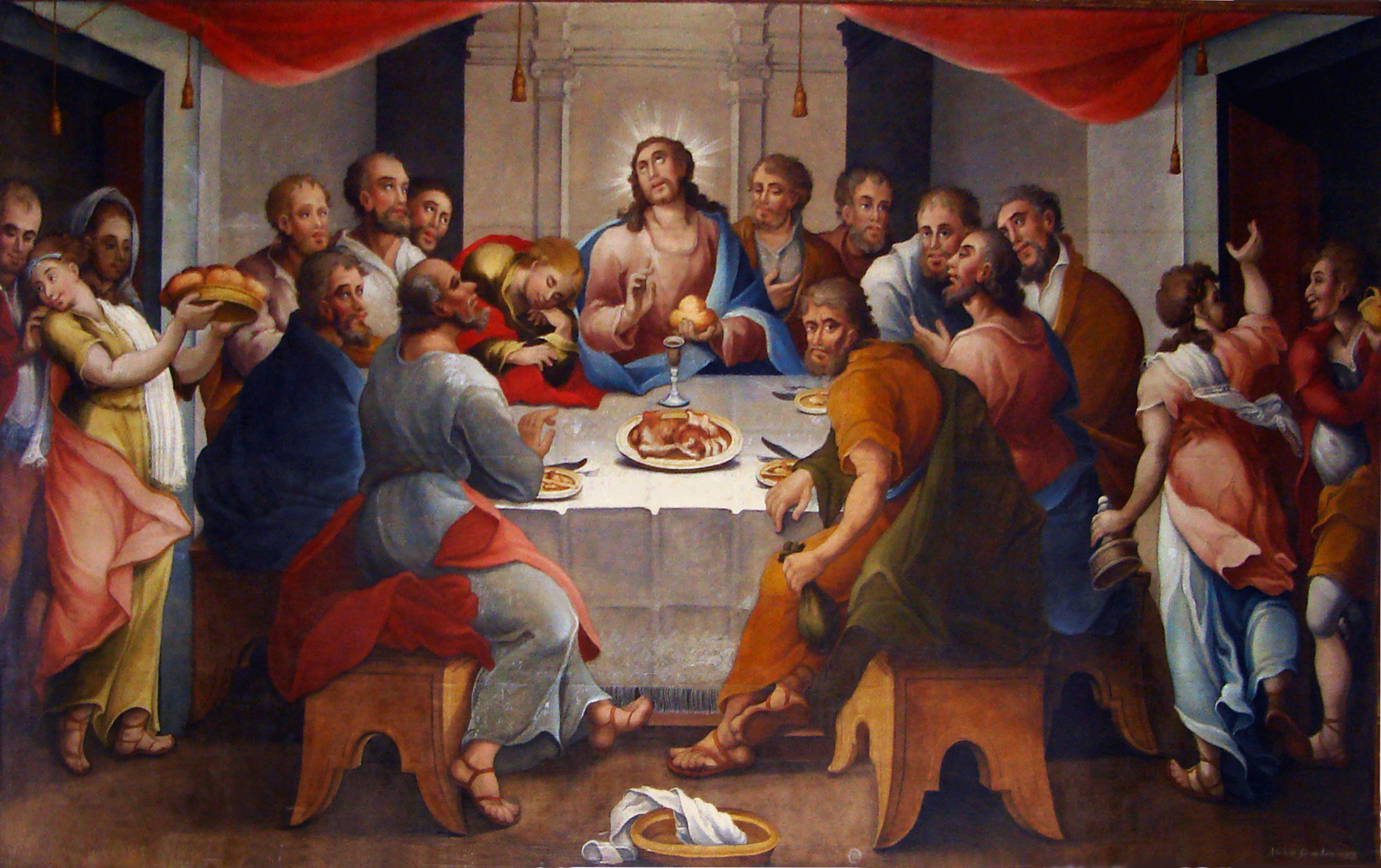
L'Últim sopar, Col·legi de Caraça

Ataíde va deixar moltes peces de menors dimensions en panells de fusta o tela, com ara Nostra Senyora del Carme, el Nen Jesús i sant Simó Stock, hui al Museu da Inconfidência; Flagelació de Crist al patrimoni artísticocultural dels Palaus del Govern de l'estat de Sâo Paulo; Crist al camí del Calvari al Museu d'Art Sacre de Mariana, les Escenes de la Vida d'Abraham i Sant Francesc aconsegueix les gràcies de Porciúncula en l'església de Sâo Francisco de Assis d'Ouro Preto; Baptisme de Crist a la Catedral de Mariana i altres, però mereix una nota especial la seua tela L'Últim sopar, datada del 1828, citada en la bibliografia com una de les seues obres més importants. Realitzada per al tradicional Col·legi de Caraça de Santa Bárbara, segons Castro & Souza de Déu és una obra en què queda explícita la seua qualitat de creador original, introduint en una escena altament patètica elements de relax i informalitat, donant "un toc de gràcia profana a un passatge tan marcat de la vida de Crist". Diversos detalls anecdòtics donen vivacitat a la composició, com els criats, una d'ells una mulata, i l'animada interacció coreogràfica dels apòstols amb Crist. Altres n'introdueixen associacions heterodoxes per a la doctrina catòlica, ja que sobre la taula apareixen ossos de carner, "en flagrant contradicció amb els rígids preceptes del catolicisme pel que fa a la restricció de consum de carn durant la quaresma".
La tela fou prestada al Govern de Minas Gerais als anys 1970 per a la inauguració del Palau das Artes a Belo Horizonte, i es pensava que mai la retornarien, "pagant" així les despeses de dur l'asfalt a Caraça. El col·legi llavors estava afectat per l'incendi de 1968. El cas despertà una reacció vehement en Carlos Drummond de Andrade, que escrigué un poema sobre això: Ataíde à Venda?:
"Què val tenir Ataíde// i no tenir sostre i paret?// Ser un sagrari d'art,// del més pur art miner,// orgull del nostre estat// i de l'ànima brasilera,// sense saber com restaurar// la vella casa d'ensenyament// on ensenyem a estimar// les creacions del passat?// Debaten els lazaristes// el greu dilema, mentre// Manuel da Costa Ataíde// i la seua tela, suprema// esperança de rescat// de la indigència de Caraça,// giren el tema de comerç.// Corre, corre, Aureliano,// ves, Consell de Cultura,// de pressa, Assemblea, ves,// salva els pares anguniats// de la promtitud que els ataca,// i salvant-los, preservant-los// de la mercantil amenaça,// salva l'art, salva la glòria,// salva el màxim tresor,// la riquesa que no passa:// Crist del sopar de Caraça!"
L'obra al final va tornar a casa seua. El col·legi va ser restaurat i la tela fou reparada pel Centre de Conservació i Restauració de la Universitat Federal de Minas Gerais.

### Decorador

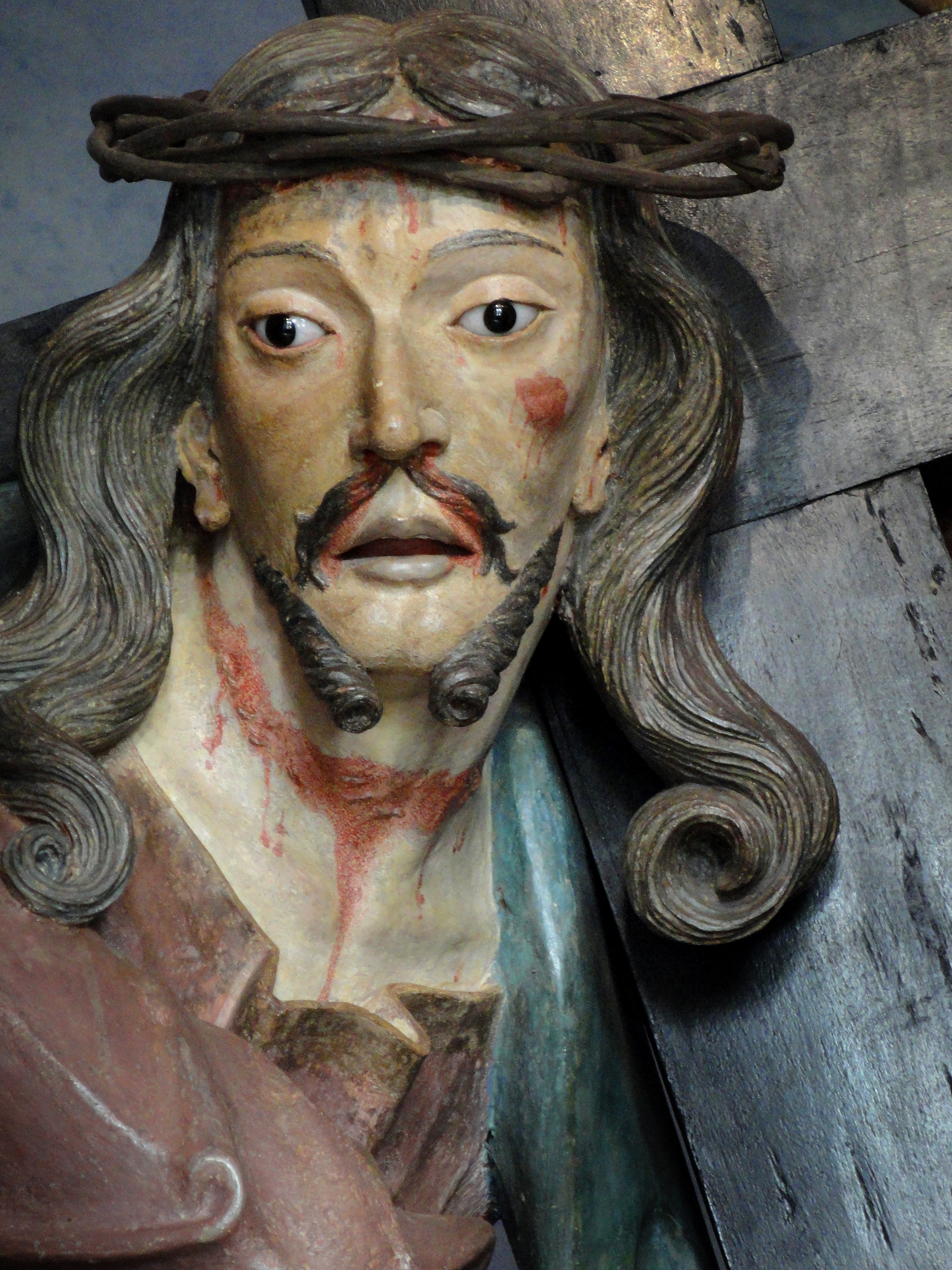
Detall del Crist carregant la creu, part de la sèrie d'escultures d'Aleijadinho pintades per Ataíde. Santuari de Matosinhos

Una part significativa de la seua producció són el daurat de talla en fusta i la pintura d'estàtues. En algunes esglésies mineres l'artista va deixar la seua marca en diversos aspectes decoratius, i va projectar l'arquitectura de retaules i objectes litúrgics.(5) El contracte per a la decoració de l'església de l'Orde Tercer de Nossa Senhora do Carmo, a Ouro Preto, en què fa observacions detallades del treball, en què projecta l'altar major i daura tota la talla de l'església, és un testimoniatge de la seua comprensió de la decoració d'interiors com una obra unificada, en què s'integren arquitectura, pintura, talla i objectes. També va ser il·lustrador: pintà il·luminacions en llibres de compromís de confraries. En aquestes altres àrees la seua obra és poc estudiada, però destaca la pintura de la més important sèrie d'estàtues d'Aleijadinho, instal·lada a les capelles dels Passos del Santuari del Bom Jesus de Matosinhos, on el sensible tractament pictòric matisa el dramatisme de les figures.

## Llegat
Ataíde gaudeix d'un elevat prestigi entre la crítica especialitzada i es va fer popular entre el gran públic. És considerat el més representatiu de la pintura del període colonial, elogiat per la qualitat intrínseca del seu treball i per les notes d'originalitat en el seu estil i motius, considerat per diversos crítics un dels precursores d'un art veritablement brasiler. És també considerat el punt culminant de la rica i llarga trajectòria de la pintura barroca al Brasil, referencia important per a altres pintors de la regió de Minas Gerais i altres. Dona nom a carrers i escoles, i ha estat estudiat per erudits estrangers.

## Llista d'obres
Adaptada de la cronologia de l'Institut Itaú Cultural.(5)
Pintura de sostres, pany de porta i altres panells

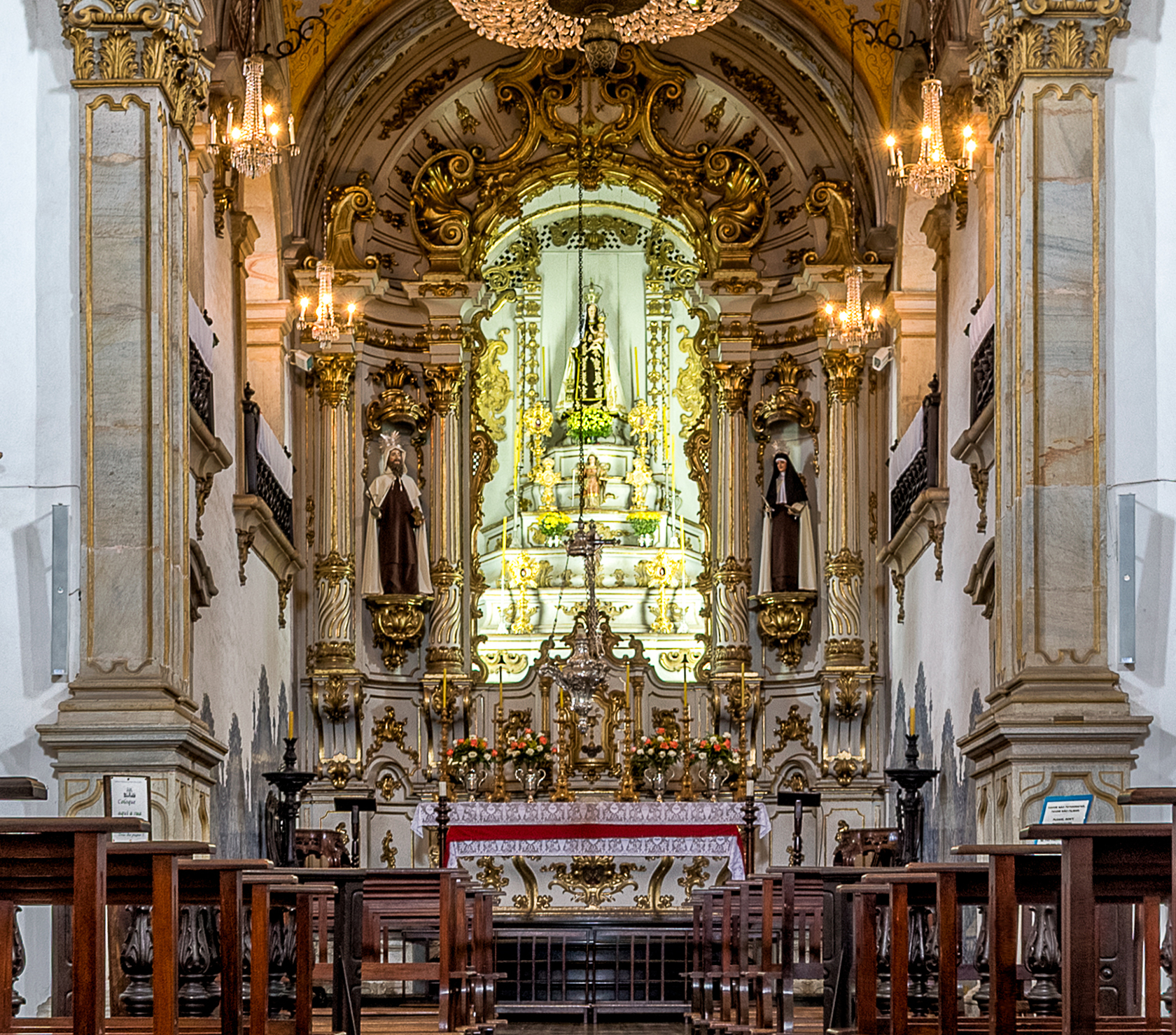
Altar de l'església Nossa Senhora do Carmo d'Ouro Preto. Projecte de l'altar i daurat

- Església de l'Orde Tercer de Sâo Francisco de Assis, de Mariana (1791/1792 - pany de porta; 1794/1795 - folre de la sagristia)
- Capella de Nossa Senhora do Rosário dos Pretos, de Piranga (1800)
- Església de l'Orde Tercer de Sâo Francisco de Assis, d'Ouro Preto (1801/1812 - folre de la nau)
- Església Parroquial de Conceição do Mato Dentro (1805 - sis panells)
- Església Parroquial de Santo Antônio, a Santa Bárbara (1806/1807 - dues imatges de Crist)
- Santuari de Bom Jesus de Matosinhos, a Congonhas (1818/1819 - retocs al folre de la nau de l'església; pintura parietal en les tres primeres capelles dels Passos)[60]
- Església de l'Orde Tercer de Nossa Senhora do Carmo, d'Ouro Preto (1818 - quatre panells grans)
- Catedral de Mariana (1819/1821)
- Església de Nossa Senhora do Rosário dos Pretos, a Mariana (1823 - sostre de la capella major)
- Cambra de Mariana (1824 - un retrat de l'emperador)
- Església Parroquial de Santo Antônio, d'Ouro Branco
- Capella de Nossa Senhora Mâe dos Humanos, a Santa Bárbara (1827)
- Col·legi de Caraça (1828 - L'Últim sopar)

Daurat de talla

- Església de l'Orde Tercer de Sâo Francisco de Assis, a Mariana (1793/1794 - retaule; 1794/1795 - altar major; 1804/1807 - tron i altar major)
- Santa Isabel, Mariana (1795/1800 - altar)
- Capella de Nossa Senhora do Rosário dos Pretos, a Piranga (1800 - altar)
- Església de l'Orde Tercer de Sâo Francisco de Assis, a Ouro Preto (1801/1812; 1825 - tabernacle)
- Església de l'Orde Tercer de Nossa Senhora do Carmo, a Ouro Preto (1812 - capella i oratori; 1818 - argentat; 1824 - altar major; 1825 - arc del creuer, quatre portades i prebisteri; 1826 - altars laterals i dos púlpits)
- Catedral de Mariana (1819/1821)
- Església de Nossa Senhora do Rosário dos Pretos, a Mariana (1823 - moltes peces; 1826 - acaba l'altar major)
- Capella de Nossa Senhora Mâe dos Humanos, a Santa Bárbara (1827)

Encarnació d'estàtues

- Santuari do Bom Jesus de Matosinhos, a Congonhas (1781; 1808/1809; 1818/1819)
- Església de l'Orde Tercer de Sâo Francisco de Assis, a Mariana (1793/1794)
- Església de l'Orde Tercer de Sâo Francisco de Assis, a Ouro Preto (1805 - estàtues de sant Roc, sant Ivo, sant Francesc, el pontífex, dos cardenals i de sant Lluís)
- Església parroquial de Santo Antônio, a Santa Bárbara
- Església Parroquial de Conceição do Mato Dentro
- Església de Santo Antônio, d'Itaverava (1811/1812 - estàtua de la marededeu)

Projecte del retaule arquitectural

- Església de l'Orde Tercer de Nossa Senhora do Carmo, d'Ouro Preto (1813)

Il·luminació de manuscrits

- Arxiu Eclesiàstic de l'Arxidiòcesi de Mariana, on es preserven els llibres de compromís de les confraries de Nossa Senhora das Mercês, de la freguesia de Sâo Bartolomeu, i de la confraria de Nossa Senhora da Lapa, d'Antônio Pereira.